# Joan Reglà i Campistol
Joan Reglà i Campistol, comúnmente citado como Juan Reglá (Báscara, Gerona, 27 de julio de 1917-San Cugat del Vallés, 27 de diciembre de 1973) fue un historiador español.

## Biografía
Su principal campo de estudio fue la historia de la Corona de Aragón, con particular atención a temas como el bandolerismo catalán y las consecuencias de la expulsión de los moriscos en el Reino de Valencia y otros lugares de España. Fue discípulo de Jaume Vicens Vives.
En 1959 accedió a la cátedra de Historia Moderna de España de la Facultad de Filosofía y Letras de la Universidad de Valencia.
Desde 2002, la Biblioteca de Humanidades de la Universidad de Valencia lleva su nombre. Ese mismo año, el Instituto de Estudios Catalanes estableció el Premio Joan Reglà para premiar los trabajos de historia de los siglos XV y XVI de los territorios de habla catalana.

## Obras historiográficas más destacadas
- El bandolerisme català del Barroc, 1966.
- Estudios sobre los moriscos, 1974.
- Aproximació a la història del País Valencià, 1978.
- Els virreis de Catalunya, 1980.
- Historia de Cataluña, 1973.